# Kurt Zetterberg
Carl Edvard Kurt Zetterberg, född den 21 januari 1887 i Stockholm, död där den 16 juni 1962, var en svensk militär och idrottsledare. Han var måg till Gustaf Clase och far till Claes Zetterberg.
Zetterberg avlade studentexamen 1906. Han blev marinunderintendent 1909 och marinintendent av andra graden 1914, av första graden 1919. Zetterberg övergick på frivillig övergångsstat 1926 och blev kapten 1937. Han var föreståndare för Gustaf Clases handelsaktiebolags avdelningskontor i Stockholm 1927–1940. Zetterberg var sekreterare i Svenska tennisförbundet 1909–1916 och i kommittén för tennis vid Olympiska spelen i Stockholm 1912, ledamot av organisationskommittén för Baltiska spelen i Malmö 1914, för Svenska spelen i Stockholm 1916, vice ordförande i Svenska tennisförbundet 1923–1925, direktör för centralföreningen för idrottens främjande (styrelseledamot 1929–1939), för tennispaviljongen i Stockholm 1923–1929, tennisstadionchef i Stockholm 1929–1931, skattmästare i Kungliga tennisklubben 1924–1952 och verkställande direktör i dess fastighets aktiebolag 1942–1952. Uddén publicerade Idrotternas bok IX, Lawn-tennis (6:e upplagan 1932), Lawn-tennis i praktverket Vår idrott (1931), Konungens insats i Sveriges idrottsliv (del av praktverk till 75- och 85-årsdagen, 1933 respektive 1943), redigerade tillsammans med Ivar Lignell och Folke Stenberg praktverket Svensk tennis (1938), var medarbetare i Nordisk familjeboks sportlexikon 1934–1946 och i tidningar. Han blev riddare av Vasaorden 1927. Zetterberg är begravd på Norra begravningsplatsen utanför Stockholm.